# Frédéric Demontfaucon
Frédéric Demontfaucon (n. 24 decembrie 1973, Le Creusot, Bourgogne, Franța) este un judocan ce a reprezentat Franța, medaliat olimpic. A participat la 3 ediții ale Jocurilor Olimpice (2000, 2004, 2008) în care a câștigat o medalie de bronz.